# Охримовский сельский совет (Акимовский район)
Охримовский сельский совет (укр. Охрімівська сільська рада) — входит в состав
Якимовского района
Запорожской области
Украины.
Административный центр сельского совета находится в 
с. Охримовка
.

## Населённые пункты совета
- с. Охримовка
- с. Косых